# 芦屋海水浴場

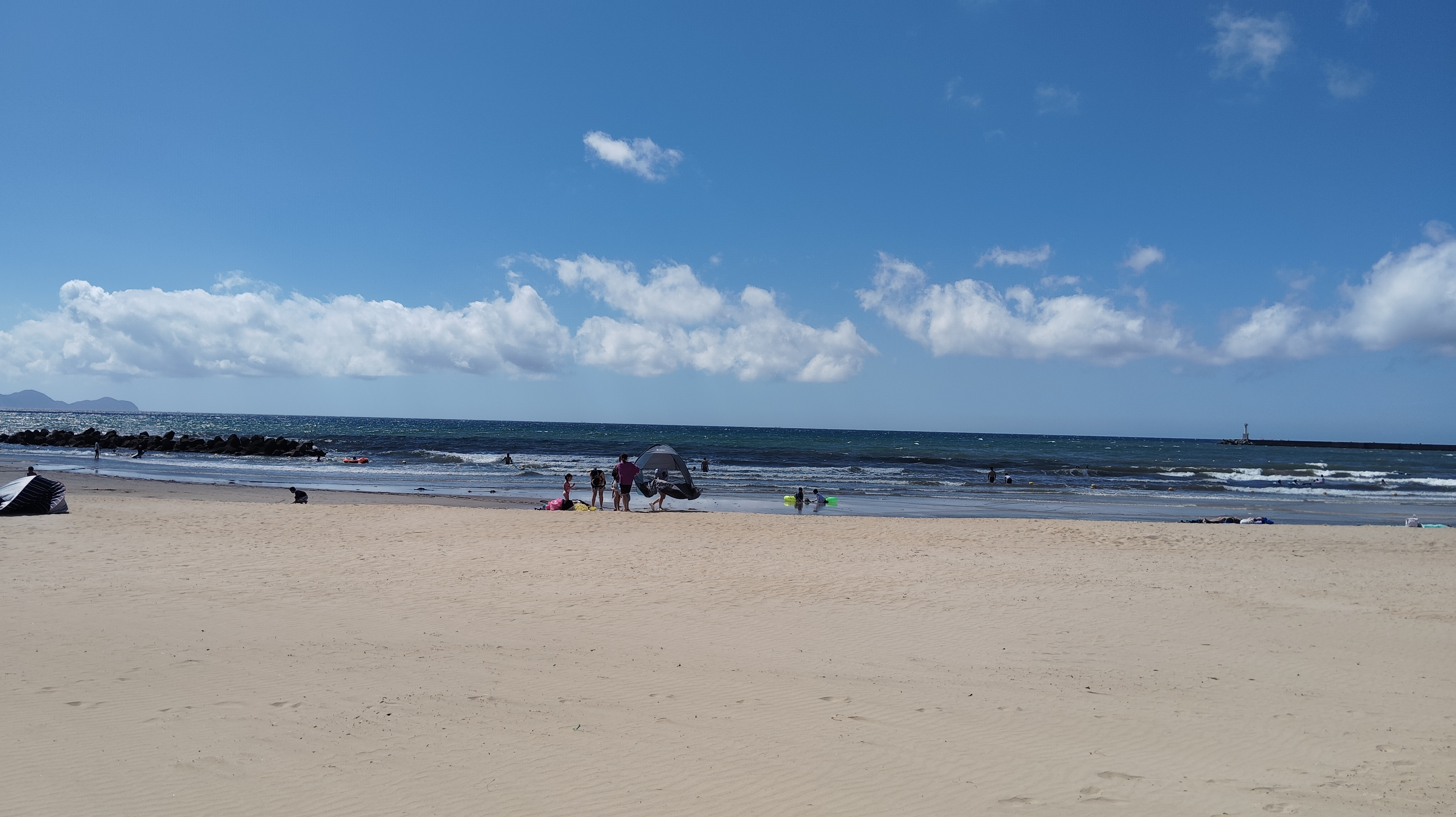
芦屋海水浴場

芦屋海水浴場（あしやかいすいよくじょう）は、福岡県遠賀郡芦屋町の海水浴場。

## 概要
響灘に面した海水浴場で、近接するレジャープール「アクアシアン」とは相互の行き来が可能。白い砂浜の長さは1kmほどと広く、遠くは三里松原をも見渡せる。夏季は海水浴客でにぎわうほか、秋には「あしや砂像展」の会場にもなっている。

## 交通アクセス
- JR九州鹿児島本線遠賀川駅から芦屋町タウンバス芦屋海浜公園ゆきに乗車し「芦屋海浜公園入口」下車、徒歩9分（710m）。
- マイカーの場合、北九州高速4号線黒崎出入口から15㎞、もしくは九州自動車道鞍手インターチェンジから約16㎞。
- 駐車場あり